# Заріччя (Полєський район)
Заріччя (рос. Заречье) — селище Полєського району, Калінінградської області Росії. Входить до складу Залісовського сільського поселення.
Населення —  17 осіб (2015 рік). 

## Населення
| 2002 | 2010 |
| ---- | ---- |
| 26   | ↘17  |